# Sitoluhuta
Sitoluhuta is een bestuurslaag in het regentschap Samosir van de provincie Noord-Sumatra, Indonesië. Sitoluhuta telt 595 inwoners (volkstelling 2010).